# Vlečni pes
Vlečni pes je pes, ki je sposoben vleči sani po ledenih poteh in snegu, pri temperaturah manj kot -40 °C. Vsi vlečni psi so tisti hitro učljivi, veliki in mogočni psi, pripravljeni na sneg, led in nizke temperature. Kar se tiče vlečnih psov, imeti morajo gost dvo-slojni kožuh in močne noge, prsni koš širok in sposobnost učenja. V vprego nikakor ne bi mogli vstaviti šibkega in trmastega psa. 
Da psa uvrstimo med vlečne morajo imeti naslednje dve bistvene lastnosti:
- vztrajnost je potrebna da psi prepotujejo dolge razdalje, tudi do 130 kilometrov na dan,
- hitrost je potrebna, da pes prepotuje razdaljo v sprejemljivem času.

## Pasme vlečnih psov
- aljaški haski
- aljaški malamut
- ameriški eskimski pes
- kanadski eskimski pes
- Chinook
- grenlandski pes
- Labrador Husky
- Mackenzie River Husky
- Sakhalin Husky
- samojed
- sibirski haski